# بلو فيس
جوناثان جمال مايكل بورتر (مواليد 20 يناير 1997)، المعروف باسم بلو فيس (بالإنجليزية: Blueface)، هو مغني راب وكاتب أغاني أمريكي. في أكتوبر 2018، بعد إطلاق الفيديو الموسيقي لأغنيته «ريسبكت ماي كريبين»، أصبح ميم إنترنت بسبب أسلوبه الغريب في موسيقى الراب. في الشهر التالي، وقع مع كاش موني ويست، فرع الساحل الغربي من علامة بيردمان كاش موني. في عام 2019، أصبح ريمكس أغنيته «ثوتيانا»، التي تضم كاردي بي وواي جي، أنجح أغنية له حتى الآن، وبلغت ذروتها في المرتبة 8 على بيلبورد هوت 100. في 13 مارس 2020، أصدر ألبومه الأول فايند ذا بيت.

## حياة سابقة
ولد جوناثان مايكل بورتر في 20 يناير 1997، في لوس أنجلوس، كاليفورنيا. نشأ بورتر في وسط المدينة، والتحق بمدارس ابتدائية متعددة قبل الانتقال للعيش مع والدته في وادي سانتا كلاريتا، لكنه استقر لاحقًا في أوكلاند مع والده. بعد الانتقال إلى وادي سان فرناندو، التحق بورتر بمدرسة أرليتا الثانوية وانضم إلى فرقة المسيرة التي عزفت على الساكسفون وفريق كرة القدم.
بدأ بورتر يهتم بموسيقى الراب في سن مبكرة، واستمع بشكل أساسي إلى 50 سنت وذا غيم وسنوب دوغ.

## حياة شخصية
لدى بورتر طفل واحد ولد عام 2017. قبل دخوله صناعة الموسيقى، قضى معظم حياته البالغة عاطلاً عن العمل، وشغل أحيانًا بعض الوظائف المؤقتة.
في 16 نوفمبر 2018، حوالي الساعة 8:30 مساءً بالتوقيت المحلي، اقترب رجل من بورتر في محطة وقود تابعة لشركة شيفرون، وقام بمحاولة سرقته. أطلق بورتر النار على سيارة المشتبه به، وتم القبض عليه لاحقًا ووجهت إليه تهمة إطلاق النار على سيارة محتلة، وهي جريمة في ولاية كاليفورنيا. تم الإفراج عن بورتر بكفالة قدرها 50 ألف دولار في 18 نوفمبر. كما تم القبض على بورتر في 1 فبراير 2019 بتهمة حيازة مسدس بعد أن استعادت سلطات إنفاذ القانون مسدسًا محملًا وغير مسجل بحوزته.
في ديسمبر 2019، حصل بلو فيس على رد فعل عنيف بعد أن نشر مقطع فيديو لنفسه وهو يقف على رأس سيارة دفع رباعي سوداء ويرمي النقود على حشد من الناس في سكيد رو، وهي منطقة تشتهر بالفقر في لوس أنجلوس. على الرغم من أن البعض اعتبرها بادرة طيبة، إلا أنه تم انتقاده باعتباره «غير إنساني».

## ديسكغرافيا

### ألبومات الاستديو
- فايند ذا بيت (2020)

### أشرطة (ميكستيبز)
- فيموس كريب (2018)

### ألبومات مطولة
- تو كاكي (2018)
- ديرت باغ (2019)